# Gemeiner Fichtensplintbock

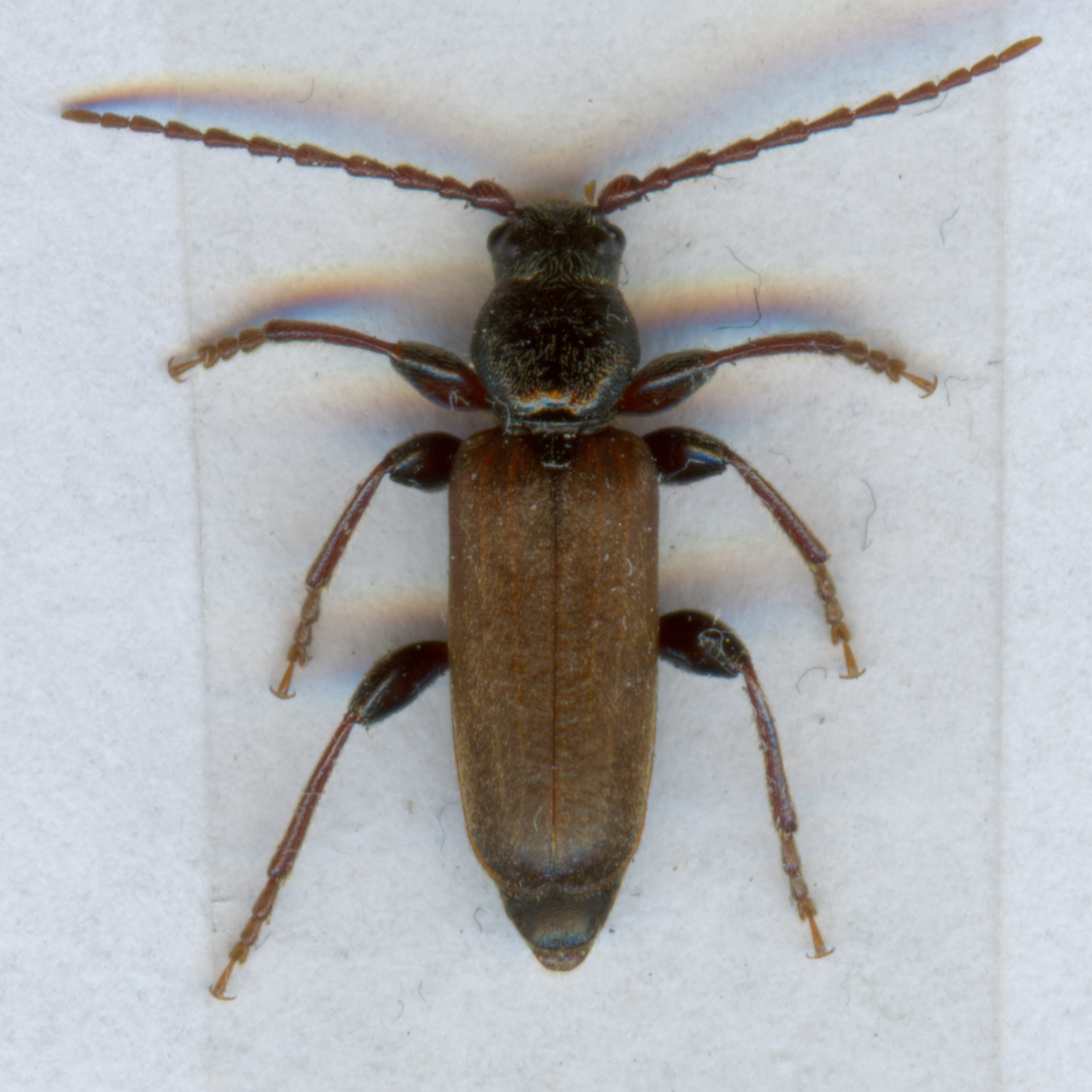
Variation mit braunen Flügeldecken

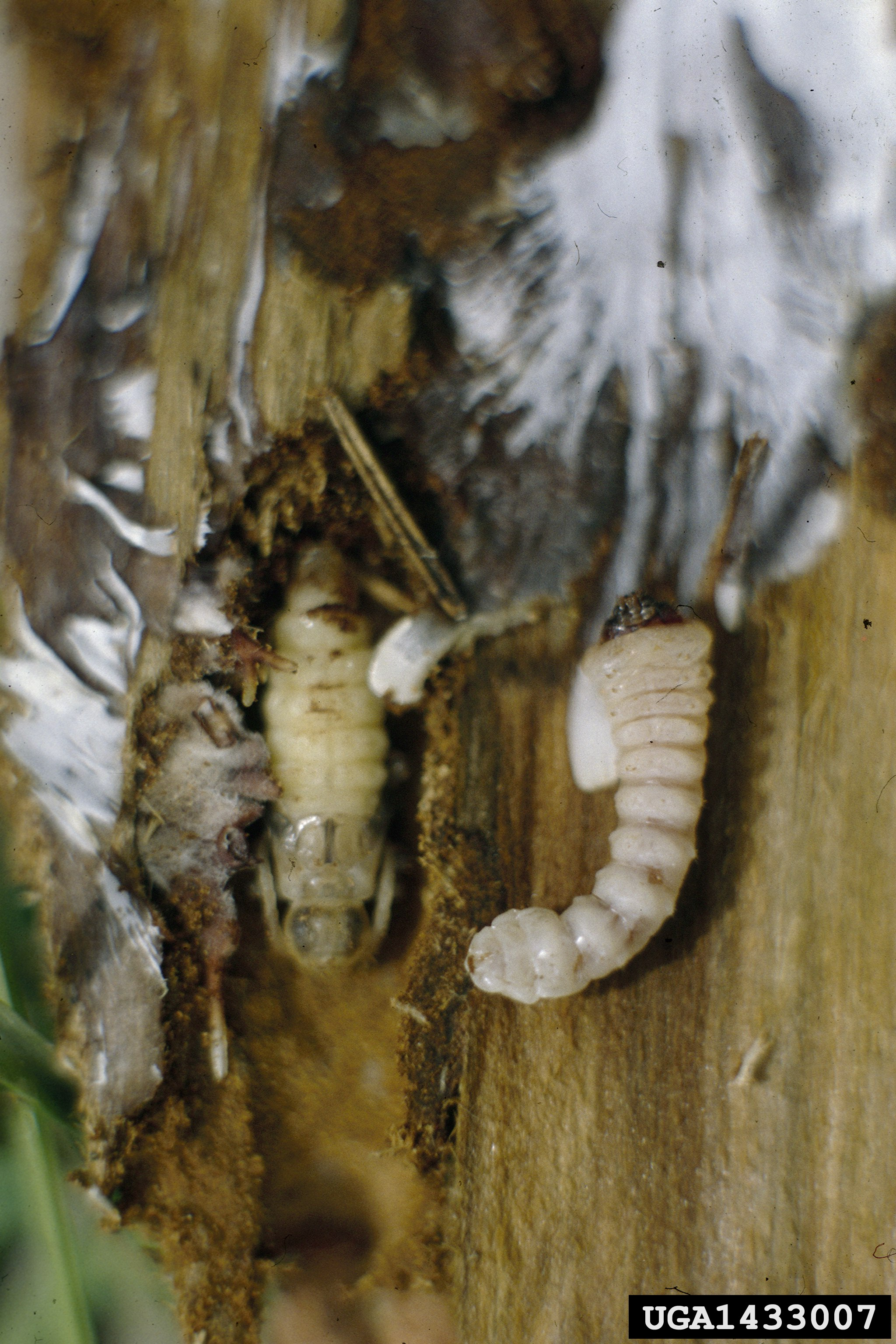
Larve und Puppe

Der Gemeine Fichtensplintbock (Tetropium castaneum, Syn.: Tetropium luridum Severin, 1889), auch Zerstörender Fichtenbock oder mehrdeutiger, aber nicht falscher Weise auch einfach nur Fichtenbock genannt, ist eine Bockkäferart. Der Gemeine Fichtensplintbock ist neben dem Braunen Fichtenbock (Tetropium fuscum) einer der für die Forstwirtschaft bedeutendsten Nadelholzschädlinge unter den Bockkäfern. Allerdings werden in der Regel nur geschwächte Bestände befallen, die durch andere Krankheiten wie zum Beispiel Trockenheit, Luftverschmutzung, Pilze oder andere Insekten vorgeschädigt sind. 

## Merkmale
Die Käfer erreichen eine Körperlänge von 9 bis 18 Millimetern und haben einen schwarz gefärbten Körper, mit Ausnahme der Fühler und Beine, die zur Spitze hin mehr oder weniger braun bis braunrot gefärbt sind, und der Deckflügel, die braun sind. Die Deckflügel sind oft lang und dicht behaart und tragen gut erkennbare, feine Längsrippen. Der Halsschild ist glänzend schwarz und ist bei 10-facher Vergrößerung betrachtet schwach punktiert. Am Kopf der Tiere verläuft zwischen den Höckern am Fühleransatz eine tiefe Längsfurche. Bei melanistischen Exemplaren sind entweder die Beine und Fühler komplett schwarz oder auch zusätzlich die Deckflügel in dieser Farbe gefärbt. Der Rand des Halsschildes kann ebenso, wie die Hüften (Coxae), die Pleuren, der Vorderrand des Prothorax und ein Fleck auf dem Halsschild vor dem schwarzen Schildchen braun bis rotbraun gefärbt sein. 

### Ähnliche Arten
- Brauner Fichtenbock (Tetropium fuscum) (Fabricius, 1787); Der Halsschild dieser Art ist matt und dichter punktiert.
- Lärchenbock (Tetropium gabrieli) Weise, 1905; Der Halsschild ist sehr dicht behaart und der Kopf besitzt keine Längsfurche.

## Vorkommen
Der Gemeine Fichtensplintbock kommt in nahezu der gesamten Paläarktis vor und fehlt lediglich im hohen Norden und auf den Britischen Inseln und an der französischen Atlantikküste. Insbesondere auf der Balkanhalbinsel und im Norditalien ist er häufig zu finden. Er kommt in Nadelwäldern, besonders in Fichten-, aber auch Kiefernwäldern vom Flachland bis ins Gebirge vor. Die Art fliegt von Mai bis Juli, in optimalen Jahren auch von April bis August. 

## Lebensweise
An warmen Tagen fliegen die Käfer sowohl frisch gefällte, als auch lebende Bäume an, um sich zu paaren. Die Larven entwickeln sich insbesondere im Holz von Fichten, seltener auch in dem von Kiefern. Sie meiden altes Totholz und entwickeln sich bevorzugt an lebenden oder frisch gefällten, zwischen 60 und 100-jährigen Bäumen an trockenen Standorten. Es bildet sich pro Jahr eine Generation aus.

## Entwicklung
Die Weibchen legen etwa 100 Eier entweder zwischen Rindenritzen oder am unteren Teil von verletzten Stämmen ab. Nach etwa zwei Wochen schlüpfen die Larven und bohren sich zwischen Rinde und Splintholz entlang und füllen ihre unregelmäßig geschlängelten Fraßgänge mit Bohrmehl auf. Dieses hat durch den anfänglichen Fraß an Rinde und Holz keine einheitliche Farbe. Nach und nach dringen die Larven tiefer in das Holz ein, bis sie im Herbst, wenn sie ausgewachsen und 15 bis 25 Millimeter lang sind, einen senkrechten Gang fressen, der unten hakenförmig abknickt. Am Ende dieses relativ kurzen zwei bis vier Zentimeter tief im Holz liegenden Gangteils wird die Puppenwiege angelegt, in der die Tiere verpuppt überwintern. Im Frühjahr schlüpfen die Imagines aus dem Wirtsbaum und hinterlassen ein ovales Schlupfloch. Hauptfeind der Larven sind Spechte.